# Pamětní bosensko-hercegovská medaile
Pamětní bosensko-hercegovská medaile, je pamětní dekorace, kterou založil František Josef I. 30. srpna 1909, na paměť rozšíření svých panovnických práv na území Bosny a Hercegoviny. Medaile byla určena kromě civilních zaměstnanců také všem důstojníkům a vojenským úředníkům, kteří v čase anexe sloužili u 15. armádního sboru, umístěného na tomto území. Celkově bylo dekorováno asi 2800 osob, mezi nimi i 17 žen.
Medaile byla ražena z bronzu, průměr cca 36 mm a váha přibližně 24.5 g. Autorem medaile byl medailér Richard Placht. Kromě ražby z tmavého bronzu, jsou známi i pozlacené kusy.